# 美濃いび茶

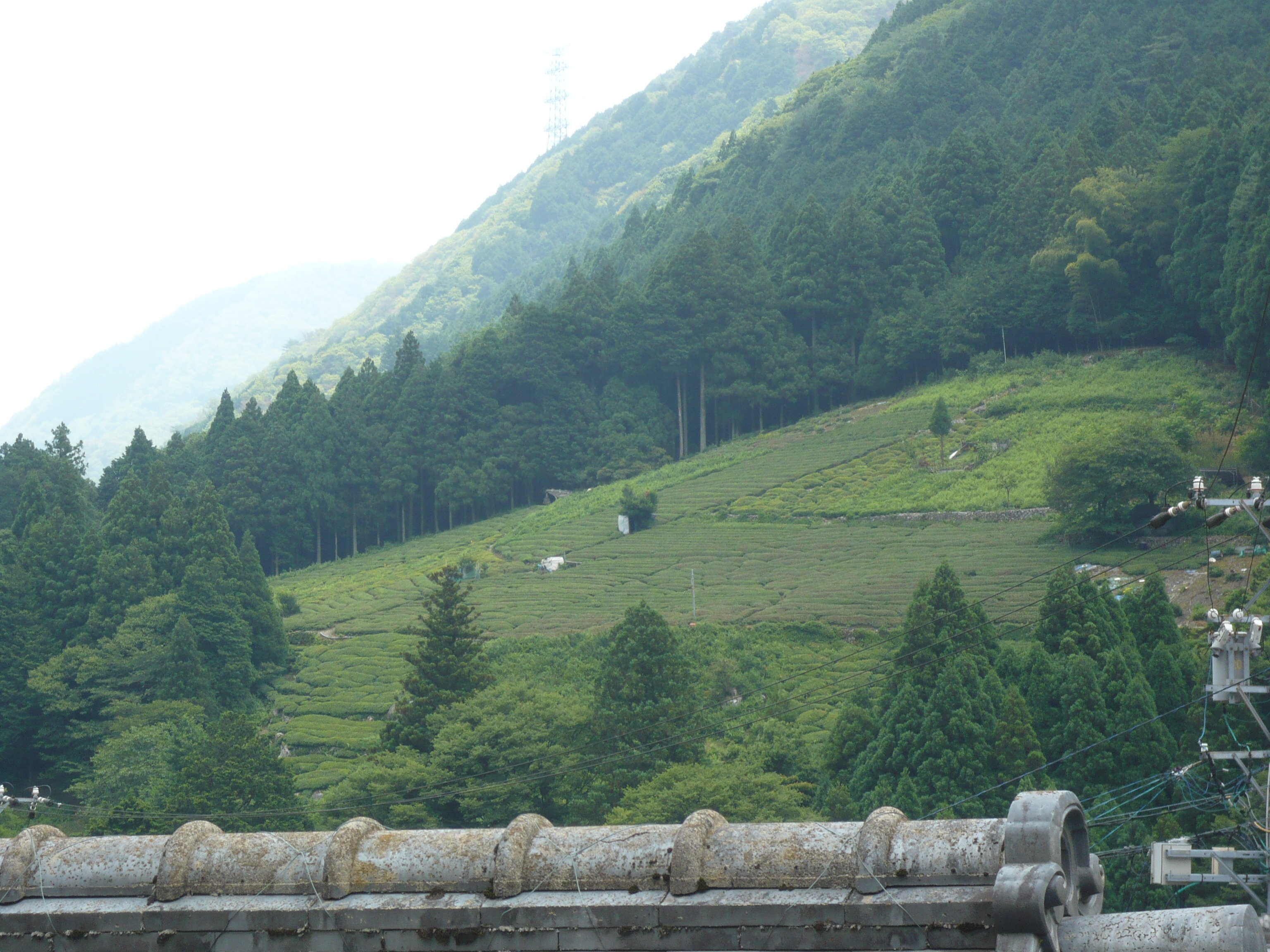
揖斐茶農園。揖斐川町春日村川合

美濃いび茶（みのいびちゃ）は、美濃茶の中でも揖斐郡、不破郡、岐阜地区北部が主な産地のお茶。
- 揖斐の茶産地（池田町、揖斐川町）で生産される茶を揖斐茶という。
- 不破の茶産地（垂井町、関ケ原町、大垣市（旧上石津町含む））で特に垂井町で生産される茶を不帰茶という[2]。
- 揖斐の特定の茶産地（揖斐川町:旧春日村）で生産される茶を春日茶という。
- 岐阜の特定の茶産地（山県市北山地区）で生産される茶を北山茶という。
- 本巣市もお茶の産地として知られている。

## 美濃いび茶を使った商品
飛あゆ 美濃いび茶味
2018年（平成30年）2月12日より、伸光製菓は岐阜市銘菓・鮎菓子の1つである「飛あゆ」の新しい味として「美濃いび茶味」を販売開始した。岐阜県立岐阜商業高等学校が設立した企業・GIFUSHOが伸光製菓へ助言する形で商品開発に参与し、若者向けの味と見た目に仕上げた。同時に飛あゆ 美濃いび茶味のラッピング車両を岐阜乗合自動車（岐阜バス）で運行開始した。